# Амангельдинський сільський округ (Улитауський район)
Амангельди́нський сільський округ (каз. Амангелді ауылдық округі, рос. Амангельдинский сельский округ) — адміністративна одиниця у складі Улитауського району Улитауської області Казахстану. Адміністративний центр — село Сарлик.
Населення — 376 осіб (2021; 588 у 2009, 840 у 1999, 1504 у 1989).
Станом на 1989 рік існувала Кішитауська сільська рада (села Алі, Боздак, Коргантас, Сарлик, Умбет). 2007 року були ліквідовані села Коргантас та Умбет.

## Склад
До складу округу входять такі населені пункти:
| Населений пункт | Населення, осіб (1989) | Населення, осіб (1999) | Населення, осіб (2009) | Населення, осіб (2021) |
| --------------- | ---------------------- | ---------------------- | ---------------------- | ---------------------- |
| Алі, село       | 86                     | -                      | -                      | -                      |
| Боздак, село    | 108                    | 66                     | 64                     | 24                     |
| Коргантас, село | 100                    | 71                     | -                      | -                      |
| Сарлик, село    | 1109                   | 679                    | 524                    | 352                    |
| Умбет, село     | 101                    | 24                     | -                      | -                      |